# Светий Юрій-об-Щавниці
Светий Юрій-об-Щавниці (словен. Sveti Jurij ob Ščavnici) — поселення в общині Светий Юрій-об-Щавниці, Помурський регіон, Словенія. Висота над рівнем моря: 234,1 м.